# بلچیته
بلچیته (به اسپانیایی: Belchite) یک دهستان در اسپانیا است که در استان ساراگوسا واقع شده‌است. بلچیته ۲۷۳٫۷ کیلومتر مربع مساحت و ۱٬۶۷۱ نفر جمعیت دارد و ۴۴۰ متر بالاتر از سطح دریا واقع شده‌است.